# 科农陨石坑
科农陨石坑(Conon)是月球正面一座位于亚平宁山脉中部东麓的小撞击坑，约形成于哥白尼纪，其名称取自古希腊天文学家及数学家萨摩斯的科农(约公元前280年－公元前220年)，1935年该名称被国际天文联合会批准接受。

## 描述

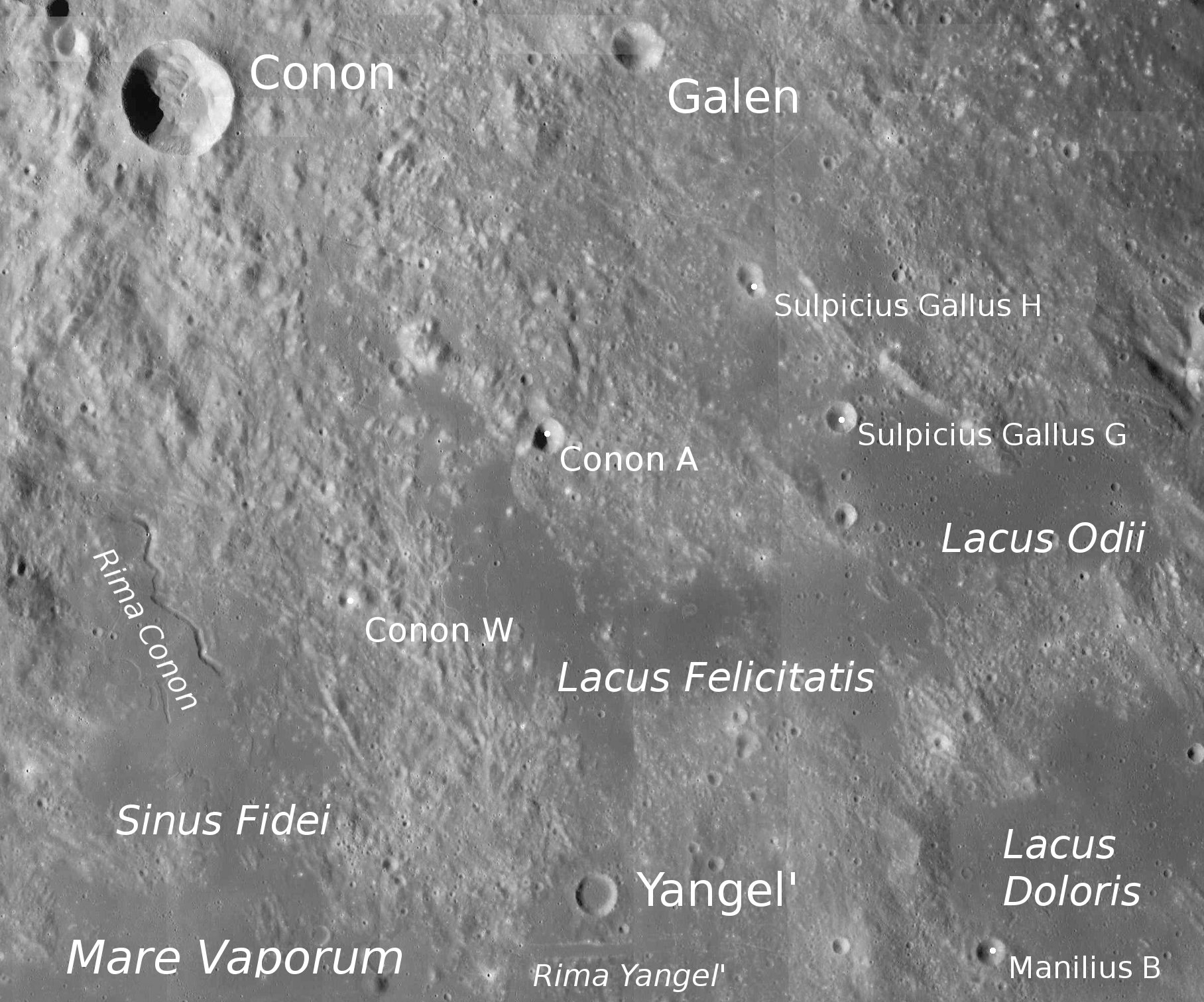
科农陨石坑周边图，月球勘测轨道飞行器拍摄。

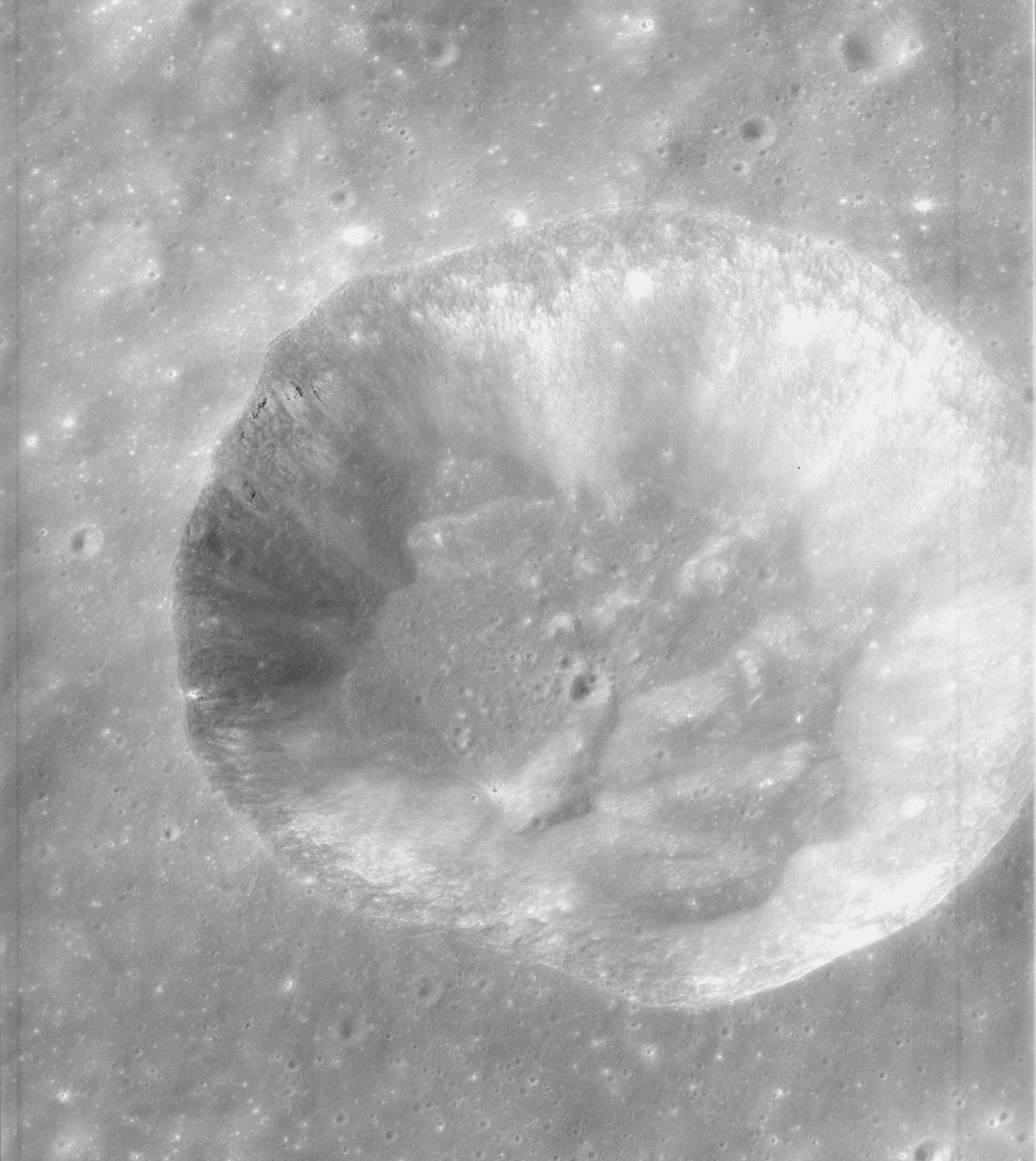
阿波罗15号拍摄的科农陨石坑南向斜视图

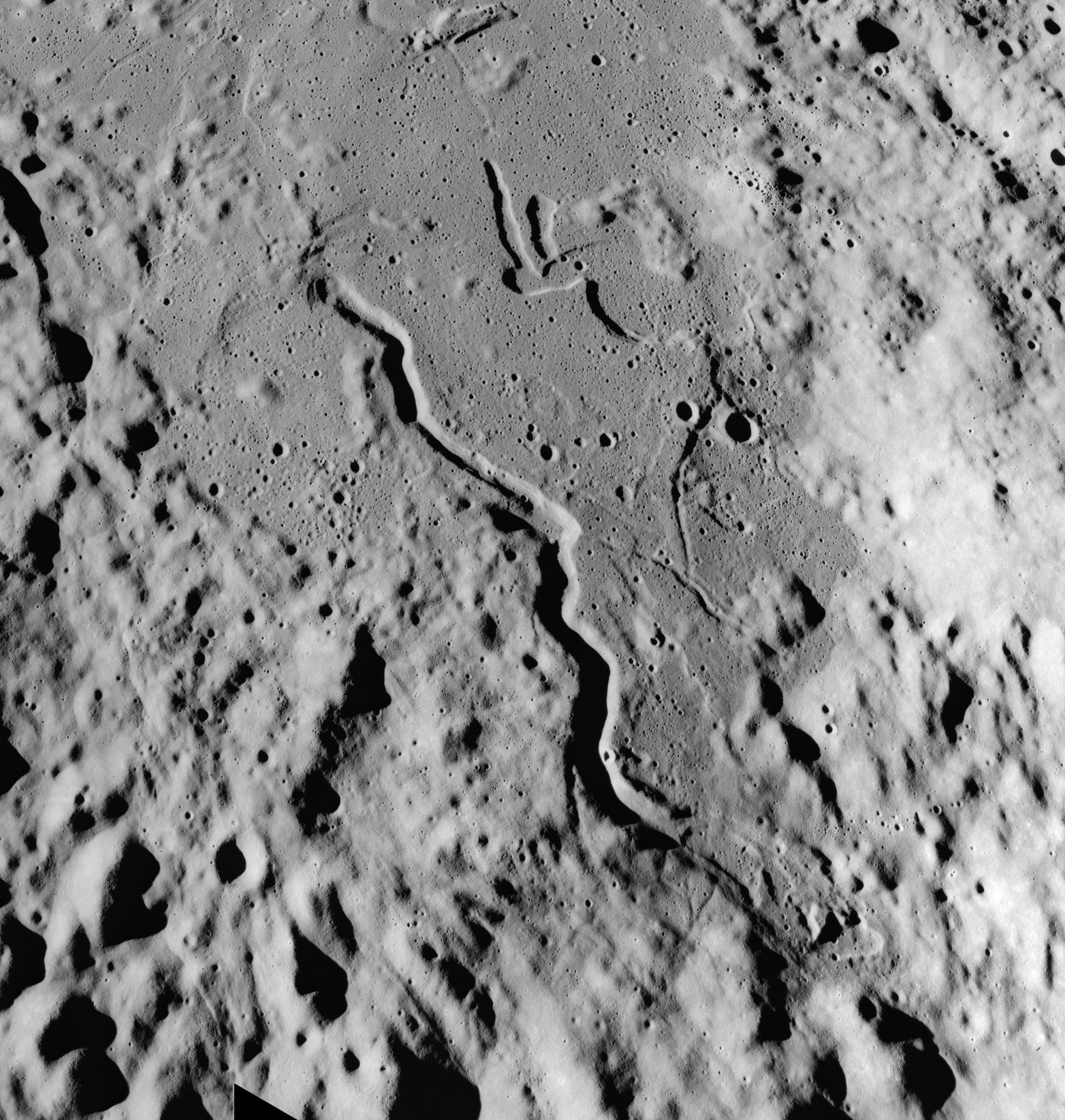
阿波罗17号拍摄的科农月溪斜视图

科农陨石坑东侧70公里(43英里)坐落着盖仑陨石坑，往东北同样距离则为阿拉托斯陨石坑、西面正对着绵长的山岭-布拉德利山，再往后是雨海；科农陨石坑的西北延伸着"布雷利月溪"(Rima Bradley)、之后便是重峦叠嶂的阿基米德山脉；平坦的腐沼位于陨坑北面；往南，在忠诚湾西北是一条朝东南偏南蜿蜒的月溪，该月溪以陨坑之名命名，被称为"科农月溪"(Rima Conon)。科农陨坑的中心月面坐标为21°40′N 1°57′E / 21.66°N 1.95°E，直径20.96公里，
深度1.802公里。
科农陨坑的边缘尖峭而清晰，未受到明显的后期撞击侵蚀。陨坑内壁坡宽窄不一，坡度差异悬殊，其中东北侧最为陡峭，整体坡面均较平滑，坑壁高出周边地形790米以上；内部容积约268.53公里³。坑底地表呈不规则的卵形，这一形状可能缘于陨坑形成前的崎岖月表
凹凸不平的坑底上没有中央峰。
科农陨石坑是月食期间发生温度异常的月坑之一，其原因为这些陨石坑地质龄最短，表面尚未形成提供隔热作用的表岩屑层。
另外，它也被月球和行星天文学协会列入(ALPO)《内侧壁坡带有暗黑辐射纹的撞击坑列表》
及月球和行星观测协会(ALPO)列入《带有明亮射纹系统的撞击坑列表》。

## 陨坑截面图
该图显示了陨石坑不同方向上的截面部位，纵向坐标轴(Y轴)单位为英尺，右上方图显示的比例尺为米。

## 卫星陨石坑
按照惯例，最靠近科农陨石坑的卫星坑在月图上以字母标注在该坑中心点的旁边。

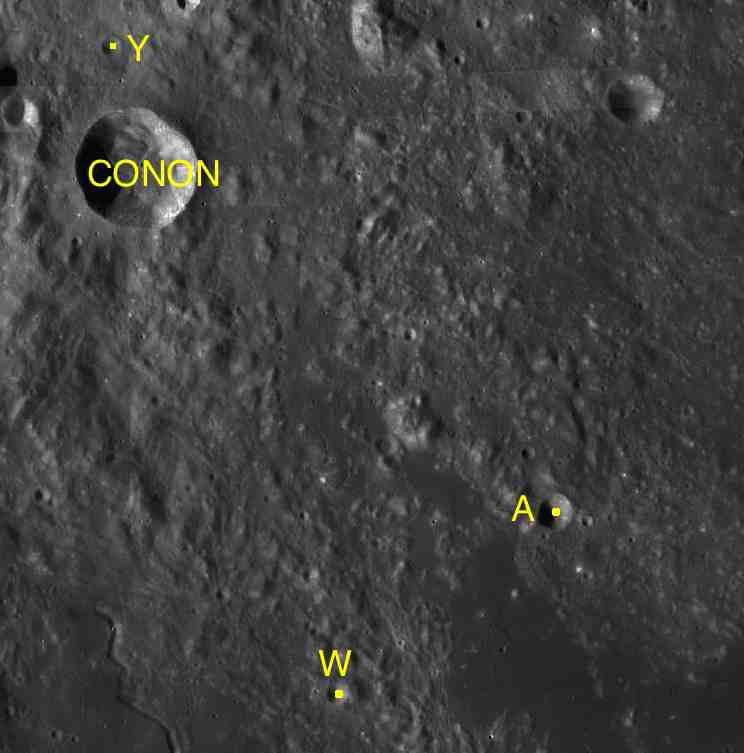
LAC-41 地图

| 科农 | 纬度     | 经度    | 直径     |
| ---- | -------- | ------- | -------- |
| A    | 19.68° N | 4.38° E | 6.03公里 |
| W    | 18.72° N | 3.07° E | 4.01公里 |
| Y    | 22.34° N | 1.82° E | 3.72公里 |